# Skargowy model procesu
Skargowy model procesu (proces skargowy) – model procedury prawnej, w której główna inicjatywa procesowa przysługuje stronom prowadzącym spór przed sądem. Proces skargowy przeciwstawiany jest procesowi inkwizycyjnemu.

## Zasady procesu skargowego
Model ten opiera się na kilku zasadach:
- zasada skargowości – zarówno wszczęcie postępowania, jak i przebieg procesu zależne są od skargi osoby zainteresowanej (np. powód w postępowaniu cywilnym);
- zasada kontradyktoryjności – proces prowadzony jest w formie sporu między stronami, który jest rozstrzygany przez sędziego;
- zasada publiczności – proces jest jawny.

Innymi zasadami, które często towarzyszą powyższym są zasada bezpośredniości (istotniejsze są dowody z pierwszej ręki) oraz prawa do obrony.

## Historia

### Początki
Proces skargowy jest formą starszą od inkwizycyjnej. Jest już odnotowywany w starożytnej Babilonii. Występuje też powszechnie w starożytnej Grecji (prawo ateńskie) i Rzymie epoki klasycznej. W Rzymie okresu poklasycznego zaczyna się przejście do procesu inkwizycyjnego, którego forma ostateczna wykrystalizowała się dopiero w średniowieczu. Aż do czasów rewolucji francuskiej w Europie kontynentalnej dominuje system inkwizycyjny. System skargowy funkcjonuje natomiast w systemach anglosaskich.
Wraz z epoką oświecenia w Europie narasta krytyka procesu inkwizycyjnego. W szczególności dotyczy ona stosowania tortur i braku rzeczywistej możliwości obrony. W epoce rewolucji francuskiej, władze rewolucyjne początkowo wprowadziły do procesu zasadę kontradyktoryjności, ale wraz z zaostrzaniem się terroru rewolucyjnego, stopniowo powracano do modelu inkwizycyjnego.

### Proces mieszany
W 1808 r. we Francji wychodzi Code d'instruction criminelle, który był procedurą karną o charakterze mieszanym, łączącym elementy inkwizycyjne i skargowe. Kodyfikacja obowiązywała we Francji, oraz niektórych krajach pod panowaniem francuskim (np. Luksemburg czy Nadrenia).
Proces mieszany ma początkowo charakter inkwizycyjny. Prowadzone przez prokuratora śledztwo jest tajne i nie ma w nim stron. Po zebraniu materiału dowodowego dalsza część procesu ma charakter skargowy. Rozprawa jest jawna, kontradyktoryjna i ustna. Rozdzielone są funkcje oskarżyciela, obrońcy i sędziego. Występują strony.
Code d'instruction criminelle został następnie przyjęty w Belgii (1831) i Monako (1873). Jako model został jednak przyjęty w wielu innych krajach Europy kontynentalnej i Ameryki Łacińskiej. Od tego czasu jest formą dominującą dla krajów tradycji kontynentalnej.
Model skargowy dominuje nadal w krajach anglosaskich, a także w postępowaniu cywilnym.